# تصنيف إصابة العصب

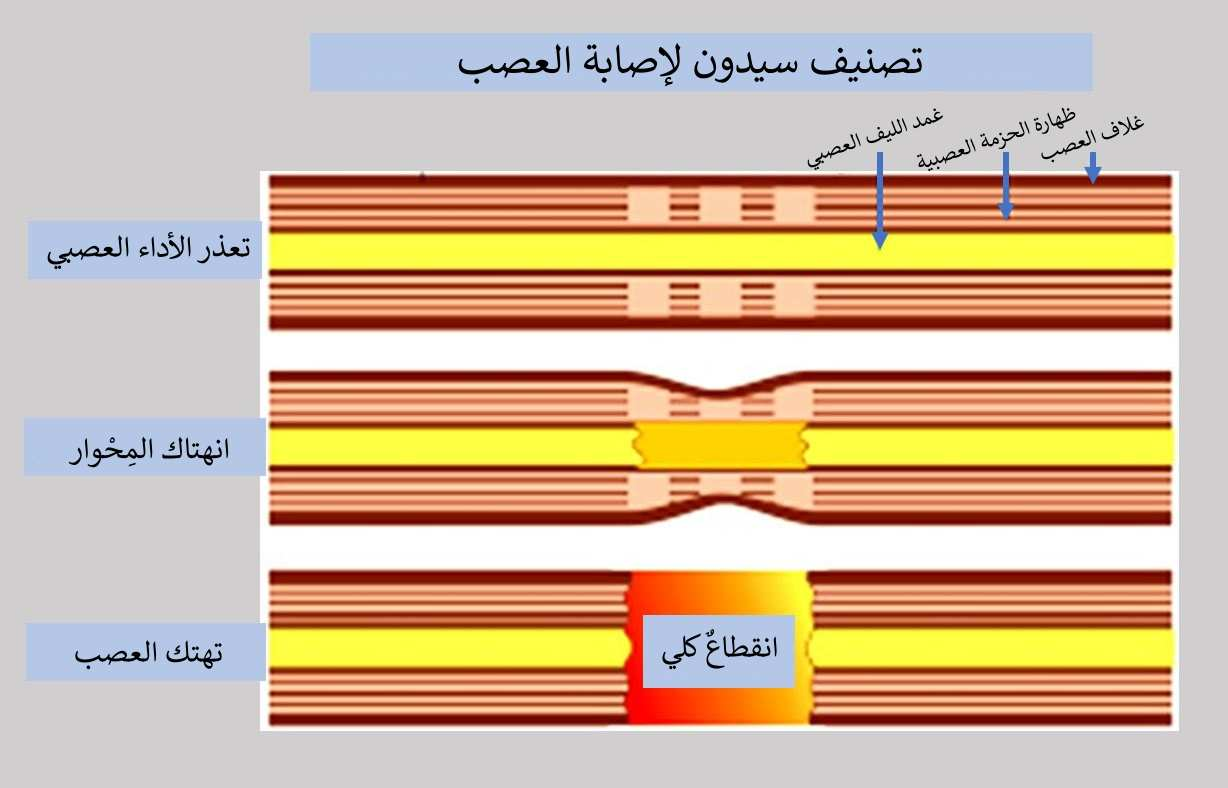
تصنيف سيدون لإصابة العصب

تصنيف إصابة العصب هو تصنيفٌ علميٌ يساعد في مآل وتحديد استراتيجية علاج إصابات العصب، وكان قد وُصف بواسطة سيدون عام 1943 وسندرلاند عام 1951. تقسّم إصابة العصب حسب هذا التصنيف إلى ثلاث درجاتٍ، في أدناها يظل العصب سليمًا، ولكنَّ القدرة على الإشارة تتضرر، ويسمى هذا تعذر الأداء العصبي. في الدرجة الثانية، فإنَّ المحور العصبي يتضرر، لكن الأنسجة الضامة المحيطة تظل سليمة، وتسمى انهتاك المحوار. أما في الدرجة الثالثة والأخيرة، فيكون الضرر شاملًا للمحور العصبي والنسيج الضام، وتسمى تهتك العصب.

## تصنيف سيدون
وصفَّ سيدون (بالإنجليزية: Seddon)‏ في عام 1943 ثلاثة أنواعٍ أساسية لإصابة العصب:

### تعذر الأداء العصبي (الدرجة الأولى)
تعذر الأداء العصبي (بالإنجليزية: Neurapraxia)‏ هو انقطاعٌ مؤقتٌ في التوصيل دون فقدان استمراريَّة المحور العصبي، ويتضمن تقييدًا فيزيولوجيًا للتوصيل العصبي في المحاور العصبية المتأثرة. ومن خصائصه:
- أخف أنواع إصابة العصب
- تحدث مشاكل حسيَّة حركيَّة في الجزء القاصي من موقع الإصابة
- يكون غمد الليف العصبي وظهارة الحزمة العصبية وغلاف العصب سليمة
- لا يحدث تنكس واليرياني
- يكون التوصيل العصبي سليمًا في الأجزاء القاصيَّة والدانيَّة، ولكن لا يوجد توصيل عبر الإصابة نفسها[4]
- يحتاج تعافي التوصيل العصبي كاملًا إلى فترةٍ تتراوح بين أيامٍ إلى أسابيع
- يكون جهد الرجفان (FP) مفقودًا، مع موجاتٍ إيجابيَّة حادة في تخطيط كهربائية العضل

### انهتاك المحوار (الدرجة الثانية)
انهتاك المِحْوار (بالإنجليزية: Axonotmesis)‏ هو فقدان الاستمرارية النسبيَّة للمحور العصبي وغطاء الميالين، مع الحفاظ على إطار النسيج الضام، والذي يتضمن الأنسجة المغلِفة والغلاف العصبي وظهارة الحزمة العصبية. ومن خصائصه:
- يحدث تنكس واليرياني قاصٍ
- تحدث مشاكل حسيَّة حركيَّة قاصيَّة
- يُفقد التوصيل العصبي في المناطق القاصيَّة عن موقع الإصابة (3 إلى 4 أيام بعد الإصابة)
- يكون جهد الرجفان موجودًا، مع موجاتٍ إيجابيَّة حادة في تخطيط كهربائية العضل (2 إلى 3 أسابيع بعد الإصابة)
- لا تتطلب عملية تَجَدُّد المحور العصبي وتعافيه عادةً علاجًا جراحيًا، وذلك على الرغم أنَّ التدخل الجراحي قد يكون ضروريًا، بسبب النسيج الندبي

### تهتك العصب (الدرجة الثالثة)
تهتك العصب (بالإنجليزية: Neurotmesis)‏ هو انفصالٌ/تمزقٌ كاملٌ في الليف العصبي، بحيث يقطع المحور العصبي وغمد الليف العصبي وظهارة الحزمة العصبية وغلاف العصب. قد يكون تهتك العصب جزئيًا أو كليًا. ومن خصائصه:
- يحدث تنكس واليرياني قاصٍ
- ضرر جزئي أو كلي في النسيج الضام
- تحدث مشاكل حسيَّة حركيَّة شديدة م عخللٍ في الوظيفة المستقليَّة
- يُفقد التوصيل العصبي في المناطق القاصيَّة عن موقع الإصابة (3 إلى 4 أيام بعد الإصابة)
- يُفقد التوصيل القاصي (تخطيط كهربائية العضل وسرعة توصيل العصب)
- يعد التدخل الجراحي ضروريًا لاستعادة وظيفة العصب

## تصنيف سندرلاند
وسّع سندرلاند (بالإنجليزية: Sunderland)‏ تصنيف سيدون إلى خمس درجاتٍ في عام 1951. أُبقيت الدرجات الأولى والثانية كما هي في تصنيف سيدون.
أما الدرجة الثالثة والرابعة لسندرلاند فهي مدرجةٌ ضمن «انهتاك المحوار لسيدون»، حيث أنَّ الدرجة الثالثة لسندرلاند تتضمن انقطاعًا في الليف العصبي، وبالتالي إصابةً في غمد الليف العصبي مع سلامة ظهارة الحزمة العصبية وغلاف العصب. قد يتطلب التعافي في هذه الدرجة إلى تدخلٍ جراحي. أما الدرجة الرابعة لسندرلاند، فإنَّ غلاف العصب فقط يبقى سليمًا، مما يتطلب إصلاحًا جراحيًّا.
الدرجة الخامسة لسندرلاند مدرجةٌ ضمن «تهتك العصب لسيدون»، حيث تشمل انقطاعًا كليًا في العصب ويشمل غلاف العصب أيضًا، ويتطلب التعافي تدخلًا جراحيًا مناسبًا.